# Markos Gourlias
Markos Gourlias (griechisch Μάρκος Γουρλιάς, * 28. September 1995) ist ein griechischer Leichtathlet, der im Mittel- und Langstreckenlauf an den Start geht.

## Sportliche Laufbahn
Erste internationale Erfahrungen sammelte Markos Gourlias beim Europäischen Olympischen Jugendfestival (EYOF) 2011 in Trabzon, bei dem er in 8:46,05 min den elften Platz im 3000-Meter-Lauf belegte. Im Jahr darauf gewann er bei den Balkan-Jugendeuropameisterschaften in Belgrad in 4:03,69 min die Bronzemedaille im 1500-Meter-Lauf und 2013 gelangte er bei den Junioreneuropameisterschaften in Rieti nach 31:58,49 min auf Rang zehn über 10.000 m. 2014 gewann er bei den Balkan-Juniorenmeisterschaften in Serres in 3:49,61 min die Silbermedaille über 1500 m und gelangte anschließend bei den Juniorenweltmeisterschaften in Eugene nach 31:09,95 min auf Rang 23 im 10.000-Meter-Lauf. 2015 belegte er bei den Balkan-Hallenmeisterschaften in Istanbul in 8:16,25 min den vierten Platz über 3000 m und 2017 siegte er in 1:07:05 h beim Trikala-Halbmarathon. Im Jahr darauf klassierte er sich bei den Mittelmeerspielen in Tarragona mit 13:59,59 min auf dem siebten Platz im 5000-Meter-Lauf und 2022 erreichte er bei den Balkan-Hallenmeisterschaften in Istanbul in 8:01,80 min Platz sechs über 3000 m.
2016 wurde Gourlias griechischer Meister im 5000-Meter-Lauf und 2019 und 2022 wurde er Hallenmeister über 3000 m.

## Persönliche Bestleistungen
- 1500 Meter: 3:46,46 min, 14. Juli 2018 in Patras
  - 1500 Meter (Halle): 3:44,71 min, 7. Februar 2015 in Gent
- 3000 Meter: 7:57,46 min, 4. August 2018 in Kessel-Lo
  - 3000 Meter (Halle): 8:01,80 min, 5. März 2022 in Istanbul
- 5000 Meter: 13:48,23 min, 21. Juli 2018 in Heusden-Zolder
- 10.000 Meter: 30:42,51 min, 21. Mai 2016 in Megara
- Halbmarathon: 1:04:42 h, 21. März 2021 in Dresden